# Odhneriotrema incommodum
Odhneriotrema incommodum är en plattmaskart. Odhneriotrema incommodum ingår i släktet Odhneriotrema och familjen Clinostomatidae. Inga underarter finns listade i Catalogue of Life.